# Sant Julià d'Ainet de Besan
Sant Julià d'Ainet de Besan és l'església parroquial del poble d'Ainet de Besan, en el terme municipal d'Alins, a la comarca del Pallars Sobirà. Està situada a llevant del centre de la població.

## Història
La primera menció d'aquesta església es remunta a l'any 1075, quan Elliarda, muller de Guitard Isarn de Vallferrera, cedí la dècima d'aquesta església a Santa Maria d'Urgell. En el document esmenta Asnet, però en les delimitacions de la parròquia explicades en el document, queda molt clar que es tracta de l'església d'Ainet de Besan. Al llarg de l'edat mitjana són diversos els esments de Sant Julià. De l'església medieval, romànica, només en queden algunes restes entre les parets del temple que ha arribat als nostres dies, majoritàriament de factura barroca.

## Descripció
Església d'una sola nau amb dues capelles laterals a cada costat, sobre les quals s'obren un parell d'arc amb galeries, coberta amb volta de llunetes. A l'est, la nau és rematada per un absis semicircular. A l'altre extrem s'aixeca una torre campanar acabada amb un agut xapitell i en la qual hi ha també una altra data gravada: el 1828. La coberta és de llicorella a dues vessants. Els murs exteriors apareixen arrebossats amb calç.